# O Homem de Seis Milhões de Cruzeiros contra as Panteras
O Homem de Seis Milhões de Cruzeiros Contra as Panteras é um filme brasileiro de 1978, com direção de Luiz Antônio Piá. O filme era uma sátira e paródia aos seriados americanos The Six Millin Dollar Man  de 1974 com Lee Majors e Charlie's Angels de 1976 com Farrah Fawcett, Kate Jackson, Jaclyn Smith e Tanya Roberts que eram sucessos na televisão.

## Elenco
- Costinha como Coelho[2]
- Nidia de Paula como Leoa[2]
- Adele Fátima como Gata[2]
- Sandra de Castro como Tigresa[2]
- Carvalhinho como Chefe[2]
- Floro Rodrigues como Lobo[2]
- Marinho como ele mesmo[2]
- Martim Francisco como Pardal[2]
- Jotta Barroso como Cordeiro[2]
- Clementino Kelé como Mecânico[2]
- Banzo Africano como Black-Rio[2]
- Lúcia Leonn como Argentina[2]
- Alex como Coleiro[2]
- Egon como Canarinho[2]
- Flávio como Tisiu[2]
- Sérgio como Tico-tico[2]